# Jana Thierens
Jana Thierens (28 oktober 2004) is een Belgisch volleybalster.

## Levensloop
Thierens begon met volleyballen bij VC Temse. Ze liep school aan de Topsportschool Vilvoorde. Vanaf 2021 had ze een dubbellicentie bij Asterix Avo Beveren. Met laatstgenoemde club won ze in 2022-'23 zowel de landstitel als de Beker van België. Voor seizoen 2023-'24 maakte ze de overstap naar Volley Noorderkempen.